# Nicolas de Crécy
Pour les articles homonymes, voir Crécy.
Nicolas de Crécy, né le 29 septembre 1966 à Lyon (Rhône), est un auteur de bande dessinée et artiste français.

## Biographie

### Jeunesse et formation
Nicolas de Crécy naît à Lyon dans une famille nombreuse ; parmi ses frères et sœurs il compte le DJ Étienne, le réalisateur Geoffroy, le réalisateur Hervé ainsi que la styliste Béatrice,.
Il fait partie de la première promotion de l'École supérieure de l'image d'Angoulême, dont il sort diplômé en 1987 avec un Prix pour « la liberté de ses sujets et son audace communicative ».

### Passage dans l'animation
À la sortie de ses études, il travaille d'abord deux ans pour les studios Disney de Montreuil en tant que décorateur,. Il a notamment travaillé sur les décors et le lay-out du Trésor de la lampe perdue.
Il assure la direction artistique du court-métrage d'animation La Vieille Dame et les Pigeons réalisé par Sylvain Chomet en 1998.
En 2003, une polémique accompagne la sortie des Triplettes de Belleville de Sylvain Chomet, des professionnels de l'animation accusant celui-ci d'avoir plagié le travail de Nicolas de Crécy,.
En 2004, il a fait des recherches et designs pour le long-métrage d'animation Steamboy de Katsuhiro Ōtomo. Il travaille également sur Hôtel Transylvanie (2011) et sur Les Boxtrolls (2014).
Il a travaillé plusieurs années sur un projet de long-métrage d'animation intitulé L'Orgue de Barbarie, qu'il réécrit en 2006, avec l'aide de Raphaël Meltz. Un livre publié chez Futuropolis en 2007 regroupe les dessins préparatoires et le scénario,.

### Auteur de bande dessinée

#### Premières séries
Aux côtés de Sylvain Chomet, en 1989, il publie aux éditions Ikusager Bug-Jargal, une adaptation du roman éponyme de Victor Hugo.
Foligatto, sa première bande dessinée, sur un scénario d'Alexios Tjoyas, paraît en 1991, alors qu'il est âgé de 22 ans. On y lit l'histoire d'un castrat dans une cité italienne évoquant le XVIIIe siècle. Il s'agit pour lui d'un « laboratoire graphique » dans lequel il cherche à intégrer dans la bande dessinée un vocabulaire issu de l'histoire de l'art, tout en expérimentant avec la gouache, l'aquarelle ou l'acrylique. L'album est immédiatement salué par la critique, et le dessin baroque et l'utilisation unique des couleurs place de Crécy parmi les jeunes auteurs à suivre. Il remporte plusieurs prix, dont celui du meilleur dessinateur au Festival d'Athis-Mons et le prix Max et Moritz,. L'album est publié aux États-Unis en 1992 dans la revue Heavy Metal.
Il se lance ensuite dans sa trilogie Le Bibendum céleste, dans lequel on suit les déboires de Diego, un jeune phoque débarquant à New York sur Loire, face au maire, à des universitaires incompétents et au diable en personne. Tout le récit tourne autour de la « bataille pour la prise du pouvoir narratif ». De Crécy cherche à poursuivre les expérimentations graphiques menées dans Foligatto, ainsi qu'à rendre hommage à ses écrivains préférés (Samuel Beckett, Benjamin Péret, Max Jacob, Lautréamont, Alfred Jarry, Henri Michaux, Francis Ponge…), tout en ouvrant le champ de la bande dessinée.
En parallèle, avec Sylvain Chomet, il travaille sur la série des Léon la came, prépubliée dans la revue (À suivre), qui raconte l'histoire de Géraldo-Georges, fils mal-aimé d'un capitaine d'industrie ultralibéral, qui découvre les joies de la vie aux côtés de son grand-père Léon. La série est une satire de la société post-industrielle et du néolibéralisme. De Crécy travaille l'album de façon très rapide, avec des moyens plus simples et immédiats que pour Foligatto. Le deuxième tome Laid, pauvre et malade obtient l'Alph-Art du meilleur album au festival d'Angoulême 1998.
Monsieur Fruit (1995 et 1996), est une série d'albums en noir et blanc rapide, parodiant la mythologie américaine.
Paru en 2003, Prosopopus est un récit muet, dans lequel une créature issue de fluides humains et de fumée venge la mémoire d'une artiste. Dans la logique du cinéma muet, de Crécy fait « un pari sur la puissance narrative de la mise en scène, servie par le seul dessin et sa capacité à exprimer avec fluidité un scénario complexe et ramifié ».
Période glaciaire, paru en 2005, se passe dans un lointain futur, où des explorateurs, accompagnés de cochons parlant, découvrent le Louvre sous la neige, et tentent de retracer l'histoire de l'humanité à partir des œuvres abritées par le musée. On y trouve des œuvres d'Eugène Delacroix, Jérôme Bosch, Jean-Baptiste Camille Corot ainsi que des objets babyloniens, grecs ou minoens. Il s'agit du premier album de la collection éditée par le musée du Louvre et Futuropolis. L'album obtient de nombreux prix. Les planches originales font l'objet d'une exposition temporaire (Le Petit dessein) au musée du Louvre en 2009.
Salvatore (2005-2010) raconte l'histoire d'un petit chien garagiste qui voyage jusqu'en Amérique du Sud pour retrouver sa bien-aimée. Pour ce faire, il se lance dans la construction d'un véhicule capable de mener à bien son expédition. Pour l'auteur, il s'agit d'une « fable fraîche et amusante que j'ai décidé de développer en parallèle de mes autres livres, en contrepoids aux ambiances souvent sombres qui les habitent ».

#### Prise de distance avec la bande dessinée
Au début des années 2010, il raconte régulièrement avoir « du mal à trouver le plaisir du dessin qui sert uniquement la narration » ainsi qu'à se renouveler, et son rythme de publication ralentit, tandis qu'il se concentre sur la pratique du dessin pur,,.
En 2015 sort en France La République du catch, prépublié en épisodes au Japon entre août 2014 et mars 2015 dans la revue Ultra Jump. Après plusieurs années à travailler sur des grands formats, il retrouve sur ce livre le plaisir du dessin narratif.

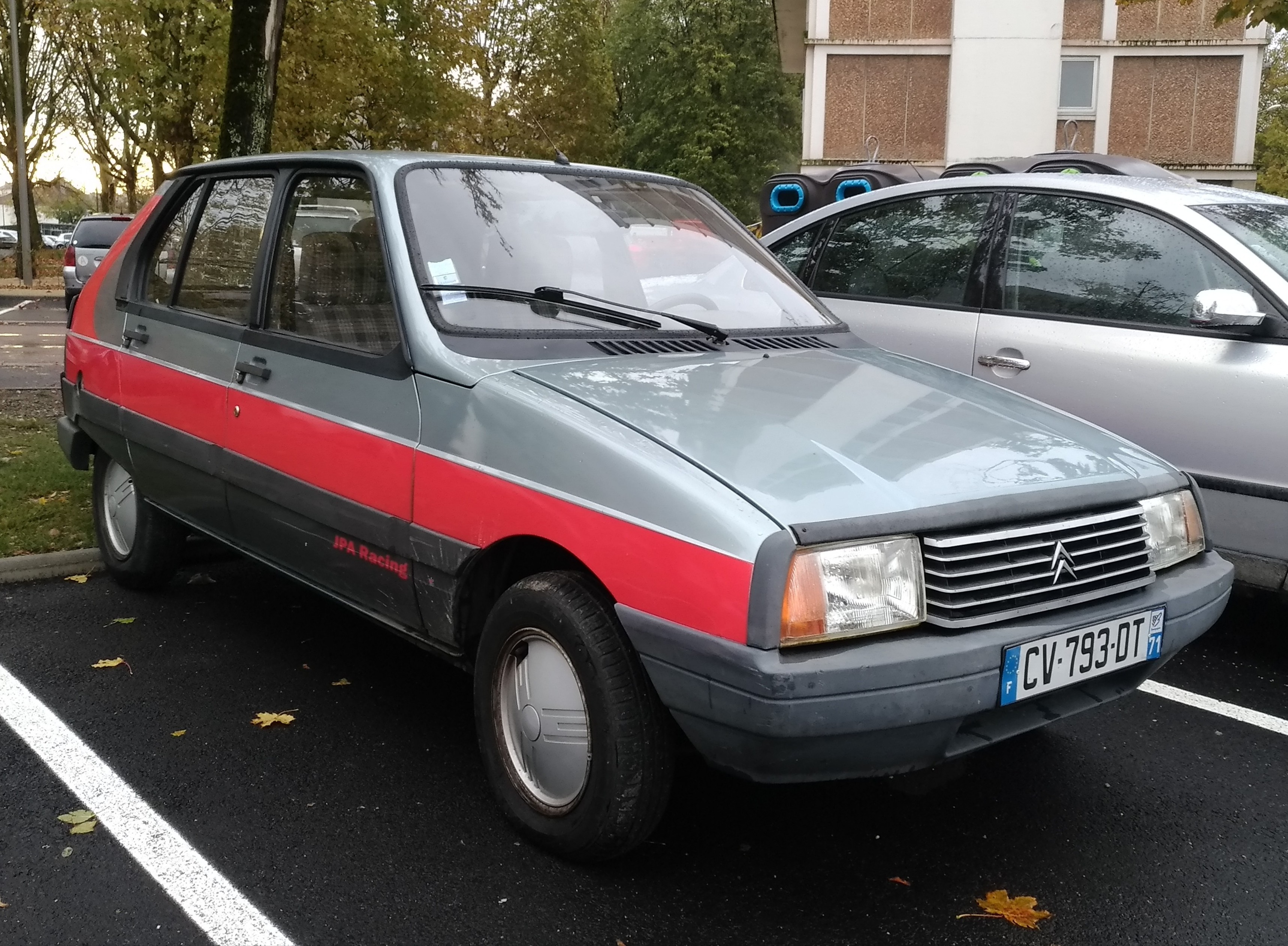
Une Citroën Visa, similaire à celle au cœur de Visa Transit.

En 2019 paraît Visa Transit, bande dessinée autobiographique en trois tomes sur un voyage en Citroën Visa, qu'il a fait avec son cousin Guy en 1986. L'idée des deux jeunes hommes, alors à peine vingtenaires, est de partir vers l'est avec cette voiture essoufflée, et de s'arrêter quand la voiture rendra l'âme, sans savoir où les mènera ce périple. Le livre Ailleurs d'Henri Michaux accompagne ce voyage.

### Dessins et illustrations
À côté de son travail d'auteur de bande dessinée, il est également illustrateur, et a publié deux albums illustrés pour la jeunesse, La Nuit du grand méchant loup (1998, réalisé au fusain en noir, à rebours des albums illustrés de l'époque) et Le Roi de la piste (2001). Plusieurs recueils de ses dessins sont par ailleurs publiés : Des gens bizarres (2004), 500 dessins (2011 et 2013), etc. Il développe également une activité picturale, produisant des dessins, gravures, aquarelles, peintures, etc., exposés en galerie. Il a également illustré des guides de voyage (Florence édité par Lonely Planet en 2011) ou publié des dessins de voyage (Mexico, publié le 4 mai 2017 chez Travel Book Louis Vuitton,). Raphaël Meltz écrit le texte de Lisbonne, voyage imaginaire (Casterman, 2022), un « antiguide de voyage », d'après une quarantaine de dessins à l'aquarelle et à la gouache que de Crécy a réalisés précédemment.
Publié en 2005, New York-sur-Loire (Casterman) est un recueil de dessins autour de sa ville imaginaire de prédilection. Insatisfait du livre, de Crécy en publie une nouvelle version en 2013, toujours chez Casterman
Les Carnets de Gordon McGuffin (2009) inverse le rapport entre texte et image : de Crécy a commencé par faire quelques dessins autour de la grande époque hollywoodienne, sans chercher de rapport entre les dessins. Il les a ensuite proposés à Pierre Senges, un auteur qu'il apprécie, et celui-ci a construit un récit autour de ces dessins. Une fois le texte fini, de Crécy a fait quelques dessins supplémentaires pour compléter le récit.
De mars à août 2016, une exposition au centre d'art contemporain de Quimper, Le Quartier, présente une rétrospective de son travail graphique et plastique. On y trouve des planches de bande dessinée, ainsi que Le Manchot mélomane, un travail graphique et narratif inspiré par les frères autrichiens Ludwig et surtout Paul Wittgenstein, célèbre pianiste amputé de son bras droit,,.

### Liens avec le Japon

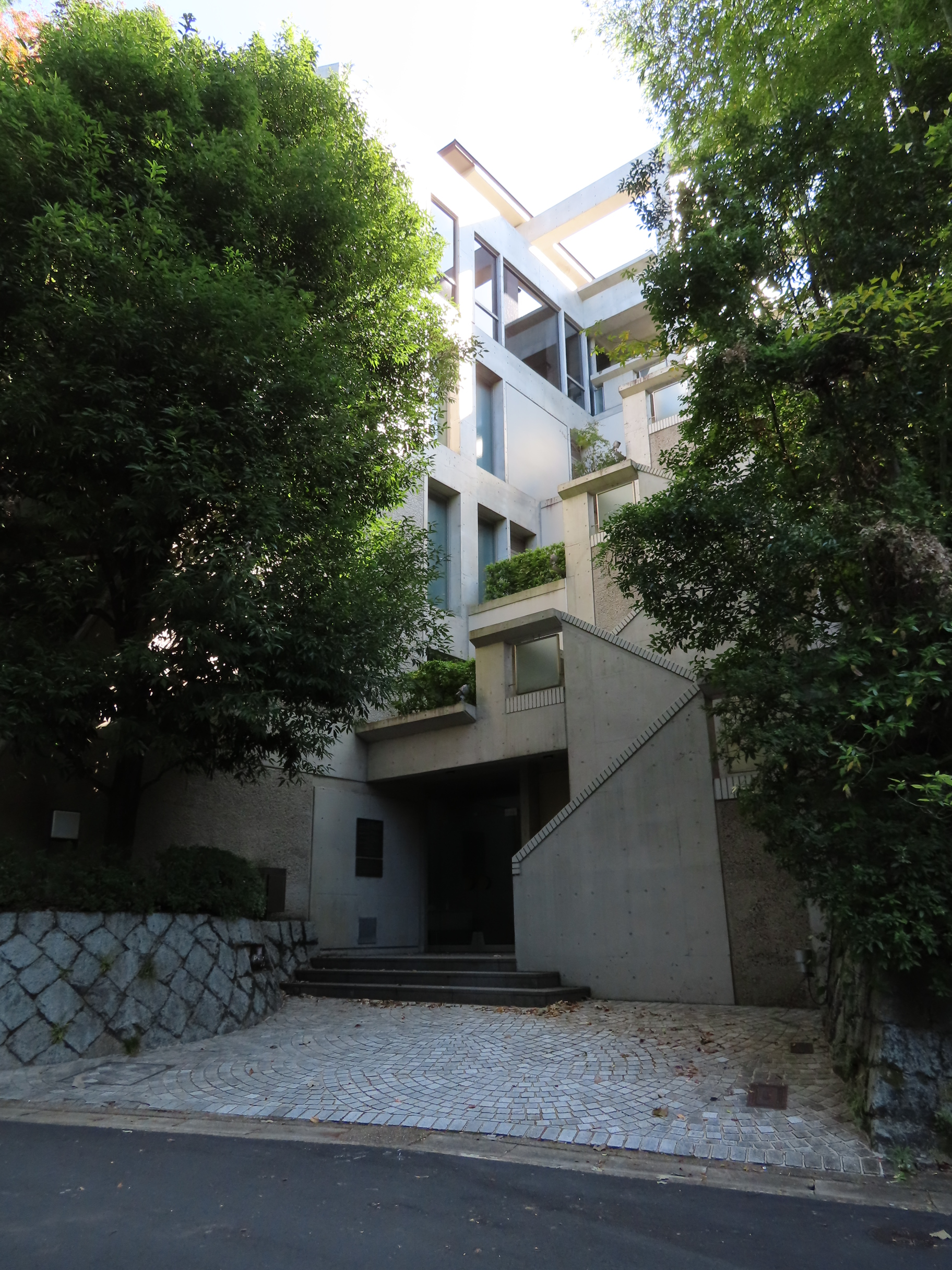
L'entrée de la Villa Kujoyama.

Nicolas de Crécy a développé un lien fort avec le Japon, pays dans lequel il est allé plusieurs fois. Il fait partie des rares auteurs européens à y être traduit.
Il est lauréat en 2008 du programme de résidences de la Villa Kujoyama à Kyoto. Les Éditions du Chêne publient en 2012 Carnets de Kyoto, un livre qui reprend dessins et croquis réalisés sur place,.
Dans Journal d'un fantôme (Futuropolis, 2007), de Crécy laisse parler un dessin en cours de formation, tout en racontant ses voyages au Japon et à Recife pour le magazine Geo. Au travers de ces récits qui s’entremêlent, il livre une réflexion sur le processus de création. Les premières planches ont précédemment été publiées dans le recueil collectif Japon.
Les éditions Genkosha Mook publient en 2014 Taiyō Matsumoto + Nicolas de Crecy, un livre de correspondance entre de Crécy et le mangaka japonais Taiyō Matsumoto. Les deux auteurs s'apprécient mutuellement : Matsumoto a découvert de Crécy par Léon la came et Foligatto ; de Crécy a lu Ping pong.
En 2015 sort en France La République du catch, qui raconte l'histoire d'un petit monsieur, venant d'une famille de mafieux, qui préfère vendre des pianos avec son ami manchot, et qui se retrouve pris dans une guerre entre catcheurs et fantômes. Réalisé en partie lors d'une résidence à la Villa Kujoyama, le récit est prépublié en épisodes au Japon entre août 2014 et mars 2015 dans la revue Ultra Jump : il réalise alors 20 à 30 planches par mois, sans avoir l'assistance d'un studio comme c'est le cas pour les mangakas,. Pour l'album, il cherche à se placer dans un univers qui puisse parler à un lecteur japonais sans forcément évoquer le japon directement.

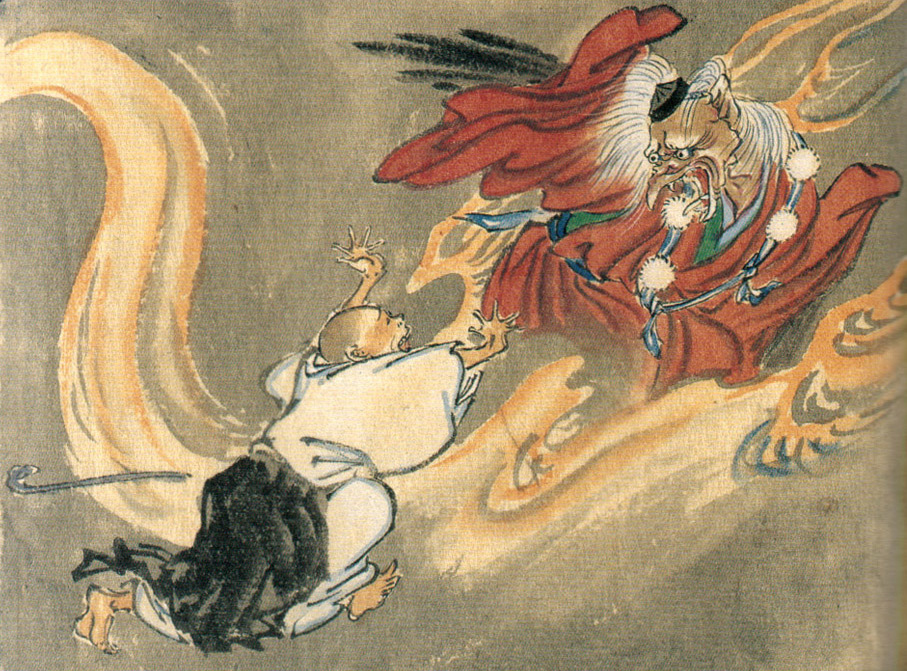
Un tengu et un moine, par Kawanabe Kyōsai.

En 2016 paraît Un Monde flottant, un leporello (ou emaki, pour reprendre le terme japonais) regroupant une série de dessins entamée à la Villa Kujoyama, consacrée au folklore japonais, et en particulier aux yōkais, ainsi qu'aux haïkus et aux ukiyo-e. De Crécy découvre cet univers lors d'une exposition du travail de Kawanabe Kyōsai.

### Autres travaux
En 2018 paraît son premier roman jeunesse, Les Amours d'un fantôme en temps de guerre, qui raconte, alors que dans le monde des fantômes s'organise une Résistance contre un pouvoir oppressif, la vie d'un fantôme à la recherche de ses parents disparus tout au long d'un XXe siècle marqué par la guerre et le totalitarisme des humains. Pour de Crécy, ce livre s'inscrit dans la lignée de son travail, il est d'ailleurs accompagné de plusieurs illustrations,. Le livre remporte le Prix Vendredi.
Après avoir eu comme titre De l'autre côté de l'Atlantique, son premier roman de littérature générale, Vieux criminels, paraît en 2021 chez Gallimard. On y lit l'histoire de Bonnie et Clyde, en retraite dans les Cévennes où ils tiennent un petit lavomatic, devenus des Bidochons,.

## Style

### Influences

L'Entrée du Christ à Bruxelles par James Ensor.

De Crécy cite comme principale influence l'expressionnisme allemand, et en particulier le travail de gravure sur bois d'Otto Dix, d'George Grosz ou d'Emil Nolde : « un trait noir, avec une ou deux couleurs, et des images très narratives. C'est un moyen d'expression très proche de la bande dessinée »,. Il revendique également l'influence de la peinture de James Ensor (L'Entrée du Christ à Bruxelles, 1888), d'Edward Hopper (New York Office, 1962, Cape Cod Evening, 1939),, ainsi que celle de David Hockney, Jockum Nordström, Egon Schiele ou d'Oskar Kokoschka.
Parmi les lectures de jeunesses qui l'ont marqué, il cite souvent Rien n'est Simple de Sempé,. Il a également lu Pif Gadget, Tintin, Astérix, Lucky Luke, dont la mise en couleur audacieuse l'intéresse. Dans la bande dessinée, il cite également l'œuvre de Muñoz et Sampayo, de Lorenzo Mattotti, d'Enki Bilal, de Moebius ou encore de Lyonel Feininger,,.
Ses textes possèdent une qualité littéraire certaine, jonglant entre le baroque poétique, l'humour décalé, les jeux de langage… Il mentionne l'influence de Lautréamont et d'Henri Michaux, en particulier Voyage en Grande Garabagne, ainsi que celle de Max Jacob, de Molloy de Samuel Beckett, d'À rebours de Joris-Karl Huysmans, de Le Maître et Marguerite de Mikhaïl Boulgakov ou encore de L'Homme sans qualités de Robert Musil.
Il parle également, en cinéma d'Un chien andalou, des films de Federico Fellini, de Mario Monicelli, de Marco Ferreri, de Vittorio De Sica, de Jean-Luc Godard, de François Truffaut, de Jean Eustache, de Miloš Forman, de John Cassavetes, de Lars von Trier… Il mentionne également les photographies de Mario Giacomelli et l'œuvre de Wim Delvoye, de Gilles Barbier et de Luc Tuymans,.

### Récurrences
Dans son Étude du style de Nicolas de Crécy, Raphaël Meltz caricature avec humour son style ainsi :

« […] C'est très simple : faites un chien, un gros chien qui regarde le monde d'un air sympathique […], faites-lui fumer la pipe – déjà, vous voyez, il y a comme un air de ressemblance, on dirait un peu du de Crécy. Rajoutez, au-dessus de la tête, comme une auréole, une couronne (qui ressemble à une étoile, plate et avec une dizaine de pointes, cf. Bibendum III, p. 11 ou la couverture de Lisbonne). Enfin, au bout des pieds, et au sommet de la pipe, rajoutez quelques flèches qui partent en frémissant. Ah, les flèches ! Les flèches crécyiennes, l'élément clé d'une œuvre qui va marquer notre époque de son empreinte graphique […]. »

— Raphaël Meltz, IV. Toi aussi dessine comme Nicolas de Crécy.
En effet, plusieurs types de personnages ou d'éléments ponctuent l'œuvre de de Crécy. On trouve ainsi très fréquemment des personnages gros voire obèses, comme le personnage principal de Monsieur Fruit, ; des voitures imposantes (la Super-Monsieur-Fruit-Mobile), parfois à plusieurs étages (Saint-Sulpice 2000, dans le premier tome du Bibendum céleste), avec des ailerons, laissant une trainée de vitesse rouge (le cabriolet gouvernemental du T. 1 du Bibendum céleste) ; il aime également beaucoup les chiens, qui sont des personnages récurrents de ses récits. Il est également friand d'humour scatologique.
Ses récits ou dessins se déroulent souvent dans une ville imaginaire qu'il appelle New York sur Loire, une mégalopole peut-être un peu vieillotte, réimaginant la ville américaine de New York,. La ville, véritable personnage de plusieurs de ses livres, apparait pour la première fois dans Le Bibendum céleste. Cette ville naît de son plaisir à dessiner des architectures (il est d'ailleurs souvent sollicité pour réaliser des croquis et dessins de villes, que ce soit Florence ou Mexico),,. Il puise son inspiration à la fois dans les photographies de Berenice Abbott, les dessins de Sempé et de Winsor McCay ou les tableaux d'Hopper.

### Méthode de travail
Nicolas de Crécy est un auteur qui n'aime pas se répéter, et qui travaille souvent en contradiction avec ce qu'il a fait précédemment.

#### En bande dessinée
Il fait partie des rares auteurs à mélanger plusieurs techniques très différentes au sein d'un même album, comme c'est le cas dans Foligatto et Le Bibendum céleste, dans lesquels on trouve de la gouache, de la craie, de l'acrylique, de l'aquarelle, pour un résultat très coloré et très plastique.
À l'inverse, il travaille ensuite sur Léon la came d'un façon très rapide et « sans volonté picturale ». Il dessine sans travail préparatoire, directement au trait, et réalise la couleur à l'aquarelle sur une photocopie de la planche, avec la même idée de vivacité. De la même façon, Monsieur Fruit est un album très épuré, en noir et blanc, réalisé sans story-board ni crayonné, : « il s'agissait de garder le plaisir vif du récit en pariant sur une vitesse de réalisation du dessin presque égale à la vitesse de la lecture ».
Prosopopus, un récit muet, est l'occasion de se concentrer sur la mise en scène et sur la précision des expressions des personnages. C'est un album entièrement mis en couleur sur ordinateur à partir de dessins à la mine de plomb : « cela m'a permis d'apprendre à manier cet outil nouveau et riche de possibilités qui manquait à ma palette ». Il n'est cependant pas vraiment satisfait du résultat.
Lassé des contraintes du médium, il s'éloigne de la bande dessinée au début des années 2010 pour se consacrer au dessin sur grand format. Il y revient pour La République du catch (2014-2015) avec une méthode plus traditionnelle :

« Après trois ans sans toucher à la BD, je n'avais pas la main aussi sûre. La mise en scène est quand même un travail difficile ! Comme, en plus, j'étais dans des grands formats très libres, c'était compliqué pour moi de revenir à la mise en scène avec des personnages, des décors, combiner tout cela pour que ça fonctionne. Donc j'ai fait des croquis et un encrage classique, plume et lavis. »

— Nicolas de Crécy, 2015.

#### Dessin pur
« Je me nourris de mille choses vues et, plus particulièrement, de la richesse des propositions dans le domaine de la photographie. Je garde en mémoire certains éléments d'une image quand ils sont puissamment évocateurs, je les isole avant de les combiner avec d'autres sources, qu'il s'agisse d'un rêve, d'un mouvement, d'une musique ou d'une atmosphère ressentie. Une idée naît ensuite de ces éléments épars, elle se précise puis se cristallise sur le papier ou la toile […]. Elle peut parfois changer de direction en cours de route pour parvenir à un résultat différent de l'intention première.
Mes dessins ne sont pas réfléchis ni planifiés avant d'être réalisés. Des thèmes s'imposent sans qu'ils ne soient convoqués. »

— Nicolas de Crécy, 2016.
Dans son travail de dessin en dehors de la bande dessinée, il parle du « grand plaisir du dessin pur ou de la couleur ». Son approche est plus intuitive, il cherche à être « moins illustratif et plus allusif » et à prendre ses distances avec le dessin réaliste.

« La recherche sur les différents moyens de renouveler l'expression du rapport entre le texte et l'image, sans passer par la bande dessinée, a toujours été pour moi une préoccupation majeure. Comment une idée passe-t-elle du concept au papier, pourquoi l'exprimer plutôt par une image que par un texte, quel est le plus judicieux, le plus puissant, comment et sur quels critères choisir sont des questions que je me pose en permanence. »

— Nicolas de Crécy, 2016.

## Publications
Dans le domaine de la bande dessinée, ses principales publications sont :
- Foligatto, scénario d'Alexios Tjoyas, Les Humanoïdes associés, 1991
- Le Bibendum céleste, Les Humanoïdes associés, trois tomes, 1994-2002
- Léon la came, scénario de Sylvain Chomet, Casterman, trois tomes, 1995-1998
- Monsieur Fruit, Le Seuil, deux tomes, 1995-1996
- Prosopopus, Dupuis, 2003
- Salvatore, Dupuis, quatre tomes, 2005-2010
- Période glaciaire, Futuropolis, 2005
- Journal d'un fantôme, Futuropolis, 2007
- La République du catch, 2014-2015
- Visa Transit, Gallimard, trois tomes, 2019-2021

## Expositions
- Nicolas de Crécy, du 5 mars au 31 août 2016, (au Quartier, le centre d'art contemporain de Quimper).
- Nicolas de Crécy, Le Manchot mélomane, du 21 avril au 14 mai 2017, (à l'occasion du PULP Festival à la Ferme du Buisson, Noisiel, le centre d'art de Marne-la-Vallée).
- Nicolas de Crécy, Visa Transit, du 10 novembre au 11 décembre 2021 (à la Galerie Barbier, Paris 9e).

## Prix et distinctions
- 1991 : prix du meilleur dessinateur au Festival d'Athis-Mons pour Foligatto[3]
- 1992 : prix des libraires à Genève pour Foligatto[4]
- 1992 :  Prix du Lion pour Foligatto, Centre belge de la bande dessinée[28]
- 1993 : prix Max et Moritz de la meilleure publication de bande dessinée importée pour Foligatto (avec Alexios Tjoyas).
- 1996 : prix spécial du jury, festival de Sierre pour Léon la Came[4]
- 1998 : Alph'Art du meilleur album français au festival d'Angoulême pour Léon la came, t. 2 : Laid, pauvre et malade (avec Sylvain Chomet)
- 2001 : prix de l'École de l'image d'Angoulême
- 2005 : Prix de la BD du Point pour Salvatore, tome 1 : Transports amoureux[29]
- 2006 : Prix des libraires de bande dessinée pour Période glaciaire
- 2006 : Prix Virgin-Mégastore[C'est-à-dire ?]
- 2015 : Prix Grand Boum de la ville de Blois[30]
- 2016 :  Prix Micheluzzi de la meilleure bande dessinée étrangère pour Le Bibendum céleste
- 2018 :  Prix Libbylit délivré par l'IBBY, catégorie Roman graphique, pour Les amours d’un fantôme en temps de guerre[31]
- 2018 : Prix Vendredi pour Les amours d’un fantôme en temps de guerre[24]
- 2020 : Prix de la BD géographique pour Visa Transit, tome 1, Festival international de géographie[32].